# Tamazula de Victoria
Tamazula de Victoria es una pequeña localidad situada cerca de las montañas de la Sierra Madre Occidental en el estado de Durango, México. El pueblo se encuentra a cerca de hora y media al este de Culiacán (Sinaloa). Guadalupe Victoria, primer presidente de México nació en esta localidad. Cabecera del municipio con el mismo nombre.

## Toponimia
La palabra "tamazula" proviene del náhuatl tamazollan que equivale a “lugar o laguna de sapos”. Y "De Victoria" por haber nacido en este pueblo, el general Guadalupe Victoria, primer Presidente de México,  su nombre de batalla le fue agregado conociéndose como Tamazula de Victoria.

## Historia
Documentos coinciden  que la fundación de Tamazula fue antes de 1616, año en que se llevó a cabo la rebelión Tepehuana. Es el caso de una carta del Obispo Lorenzo Tristán Esmenote, así como la descripción del visitador general de la compañía de Jesús, describieron al pueblo a finales del siglo XVII. Si se considera que Tamazula sufrió la rebelión de los naturales (acaxes y xiximes), la cual se presentó con mayor intensidad entre 1598 y 1604, la fundación de Tamazula debió ocurrir entre este último año y 1616.
Al revisar los comentarios del padre Hernando de Santaren, se menciona que en el año de 1606 ya bautizaba indios en Atotonilco. Menciona el padre que formó un pueblo con 700 indios que ahí vivían, los enseñó como construir sus casas, en total 100, así como una modesta capilla para la celebración de los oficios religiosos. Este pueblo tan extenso, próximo en uno de sus afluentes al río Tehuehuete, actual el Rio Tamazula, y es el único sitio donde en ese entonces, existía una iglesia.
La pequeña parroquia, cerca de la plaza principal de Tamazula, es la materialización realizada años más tarde por el evangelizador de Santarén. Lo anterior descarta la idea que se tenía de una iglesia fundada en 1656. Para el año 1738, Tamazula contaba con 38 familias y su iglesia estaba bien equipada, al cuidado del padre Francisco Javier de Loza.
A principios del siglo XIX se encontraba al frente del curato de San Ignacio de Loyola, el padre Agustín Fernández.

### Escudo
Al centro se localiza una espada metálica, cuya posición es oblicua, de izquierda a derecha, con aproximadamente 23º de pendiente, representa la posición que tiene el municipio con respecto al país y la entidad. La espada hace referencia al general Guadalupe Victoria. En la empuñadura se simboliza, por un lado, la fuerza que Guadalupe Victoria le dio y le ha seguido dando, aún después de muerto.  Se delimita al municipio como protección de la empuñadura en señal de agradecimiento que le tiene esta tierra. El sable también representa los metales que se extraen de la región, especialmente el oro, la plata y el cobre.
Las montañas ubicadas en el fondo del emblema dan idea de la geografía de estos lugares, pues el municipio se encuentra en la región de las quebradas de la Sierra Madre Occidental.  En el escudo se representan las cuatro montañas más elevadas: Pito Real, El Durazno, Campanillas y Huachimetas y desde luego las partes más bajas que terminan en afluentes. Su color café verdoso da idea del cobre y vegetación existentes en el territorio. Cortando las montañas aparece un río que representa los cuatro afluentes más grandes que son: El Tamazula, Viborillas, Los Remedios y el Tabahueto.
Más abajo una región pintada de color dorado, símbolo del oro extraído y existente, y que fue la base para formar a los pueblos, después mestizos desde la colonia. En esa parte aparecen la corona de España, la que da idea de que de no haber sido por el oro, quizá no se hubiera formado cada una de las poblaciones. En ese mismo espacio, en la parte superior izquierda, se establece la presencia de una mazorca que sugiere que este alimento es la base de la supervivencia, que por encima del oro o de un sistema gubernamental imperante sigue y seguirá siendo la base.
En la parte centro-arriba del pergamino se observa un escudo nacional, emblema de soberanía nacional, estatal y municipal y la unidad de Tamazula con todo el pueblo mexicano. Este en combinación con la corona descrita anteriormente (centro-abajo) nos invita a pensar que este pueblo ha existido desde la antigüedad (sin dar fecha) y hasta nuestros días. Como fondo del escudo surge un cielo azul grisáceo, símbolo del zinc que se extrae en la región y además del aire puro que se respira, ya que aún no se presentan altos grados de contaminación.
Al ampliar el campo visual se detecta como pergamino la forma de un saco sobre una laguna (ésta en azul) lo que hace recordar el significado de la palabra Tamazula, que proviene del Náhuatl, Tamazullan que equivale a "Lugar o Laguna de Sapos". En su parte inferior se encuentran sus patas o ancas, representadas en los rollos del pergamino y que simbolizan la historia del municipio, lo cual impulsa al progreso, a grandes saltos, según avanza el tiempo. La corona de laureles de encinos que aparecen en la parte inferior del sapo representan la victoria del pueblo ante adversidades geográficas, y la unión de sus 34 hojas en el orden alfabético de Tamazula entre todos los municipios de Durango.

## Gobierno
Representación Federal, Tamazula se encuentra en el Distrito electoral federal 1 de Durango. Elegida la Diputada Martha Olivia García Vidaña en 2018.

### Principales autoridades
El actual presidente municipal es Ricardo Ochoa Beltran, elegido en 2022.

### Autoridades auxiliares
Existen cuatro Juntas Municipales que son:
- Chacala
- Amaculi
- Los Remedios
- El Durazno

En la Junta Municipal del Durazno la elección fue por escrutinio público y votación secreta y en las otras tres fueron por plebiscito público.
Las jefaturas de cuartel dentro del municipio son: El Durazno, Chapotán, El Limón de Copalquín, El Rodeo, Coluta, El Norotal, La Lagunita, Santa Rosa, Aguacaliente, Acatitán, Huizolixta, Santa María, San José de Viborillas y Jala.

## Población

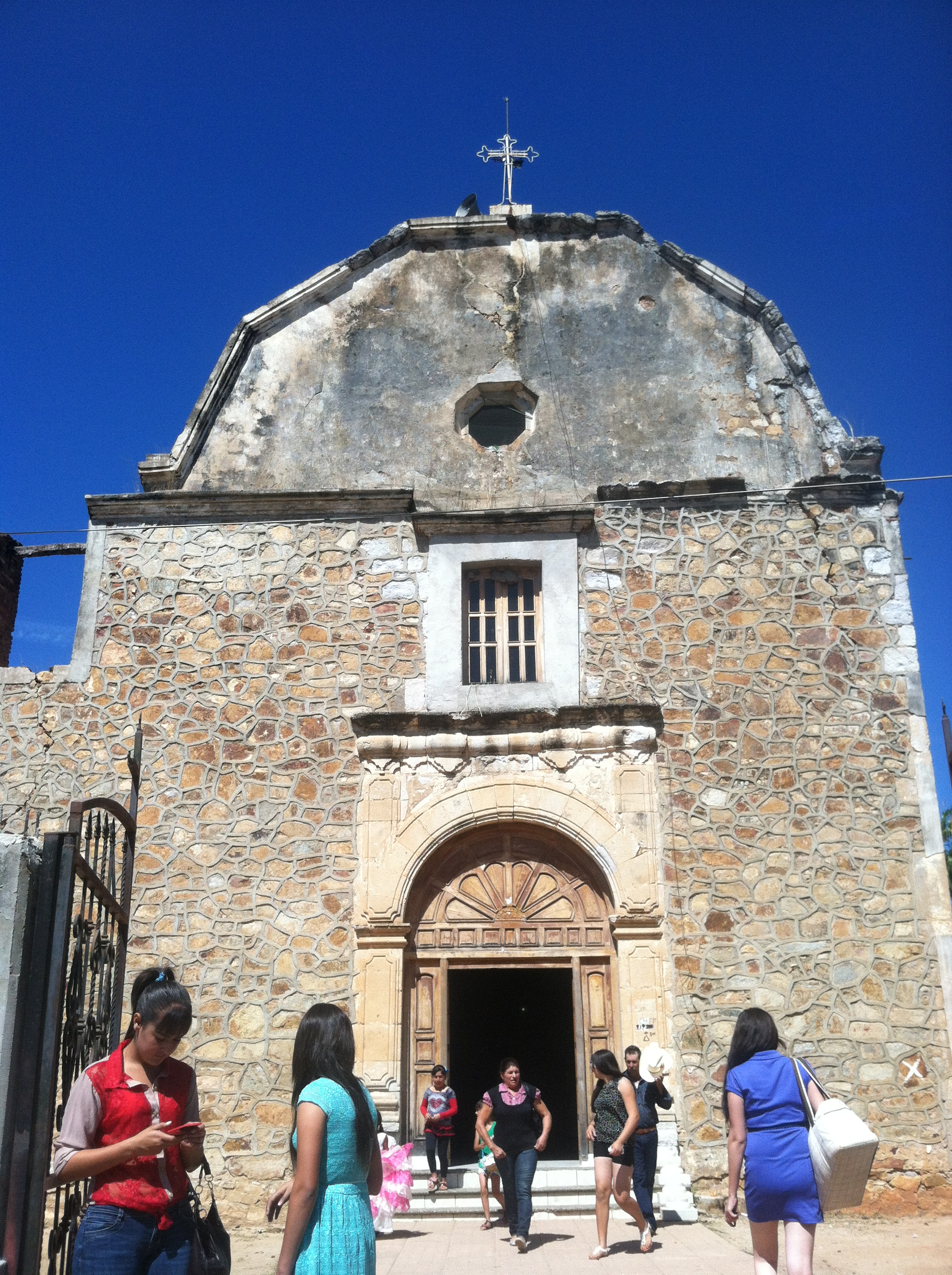
Templo San Ignacio de Layola Iglesia Católica; Construida Apprx. 1656

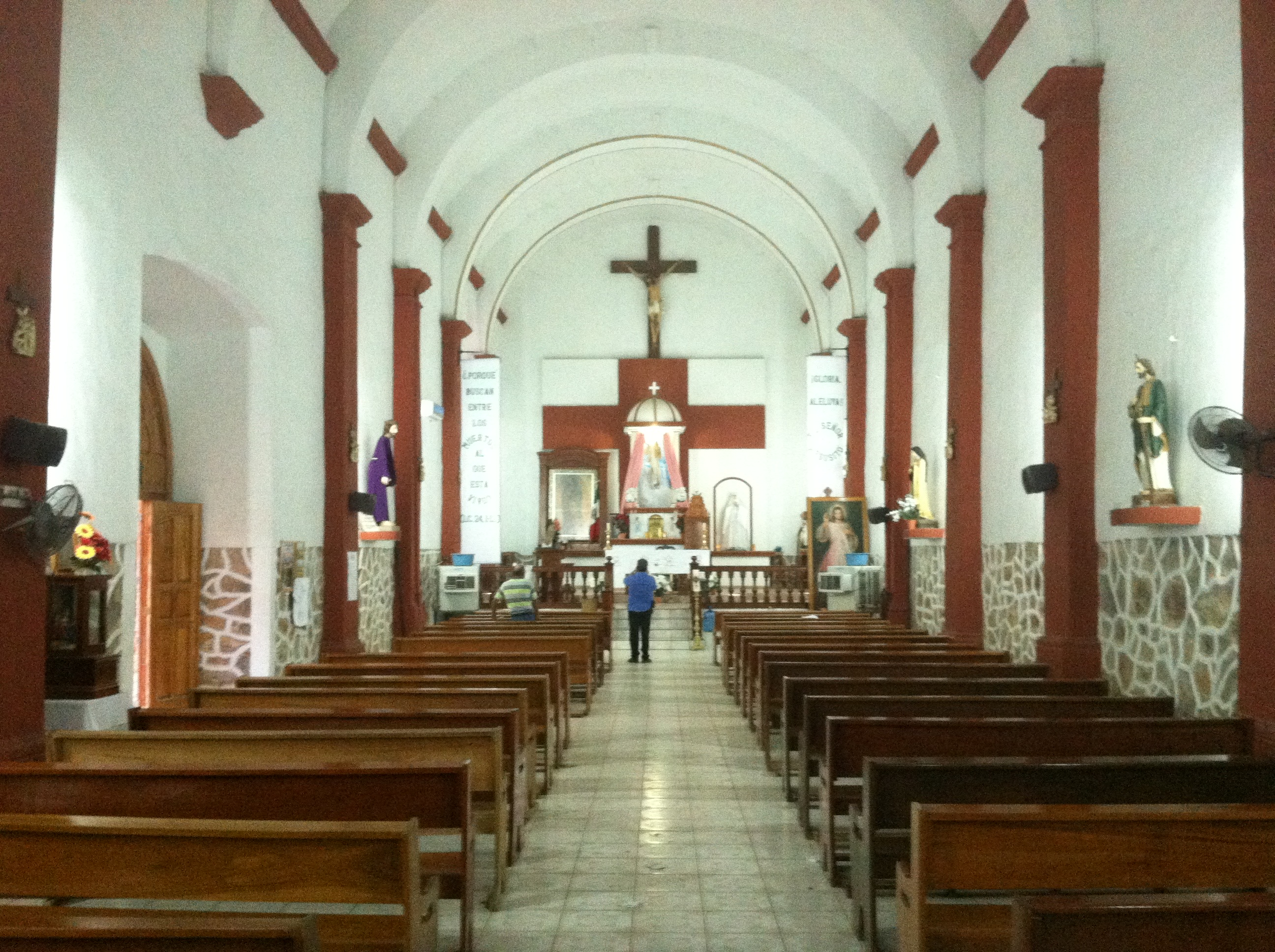
Interior de Templo San Ignacio de Layola

La población de Tamazula de Victoria en 2015, habitan 26,368 personas.

### Grupos étnicos
Para 1995 presentaba una población de 25 hablantes de lengua indígena, lo que representa el 0.11% de la población mayor de 5 años.
De acuerdo a los resultados que presentó el II Conteo de Población y Vivienda en el 2005, en el municipio habitan un total de 85 personas que hablan alguna lengua indígena.

### Evolución demográfica
Según el Conteo de Población y Vivienda 2015, este municipio registró una población de 26,368 habitantes, y su densidad es de 4.55 habitantes por kilómetro cuadrado. Casi el total de su población es rural.

### Religión
El municipio, actualmente predomina la religión Católica con 13,861 feligreses, seguida de la Evangélica con 810. Existen 2,991 habitantes que no practican alguna religión.

## Geografía

### Localización
El municipio de Tamazula se localiza en la parte más occidental del estado de Durango, en las coordenadas 106º58'30" de longitud oeste y 24º56'10" de latitud norte.
Limita al norte con el estado de Chihuahua; al sur y poniente con el de Sinaloa, al oriente con los municipios de San Dimas, Otáez, Santiago Papasquiaro, Canelas, Topia y Tepehuanes, su cabecera municipal se encuentra a una altura de 240 metros sobre el nivel del mar.
En la parte central de su territorio se encuentra el río Tamazula, formado en la región de Las Quebradas de Topia, Canelas, Birimoa y la cabecera municipal.
En la parte sur del municipio es irrigado por los arroyos Descabala, Santa Fe y Brasiles; en el norte por el río de los Remedios, en el que confluyen los ríos San Juan Camarones y San Gregorio.

### Clima
Debido a que este municipio se encuentra en la parte más baja del estado, existen lugares cuyas alturas no exceden de 300 metros sobre el nivel del mar, por lo que su clima es cálido, teniendo una temperatura media anual de 24.5 °C, y una precipitación media anual de 1,000 milímetros, con régimen de lluvias en los meses de julio y agosto; el promedio de días con heladas es 98.50, comprendido en el periodo de diciembre a marzo; los vientos dominantes son de dirección de poniente a oriente.

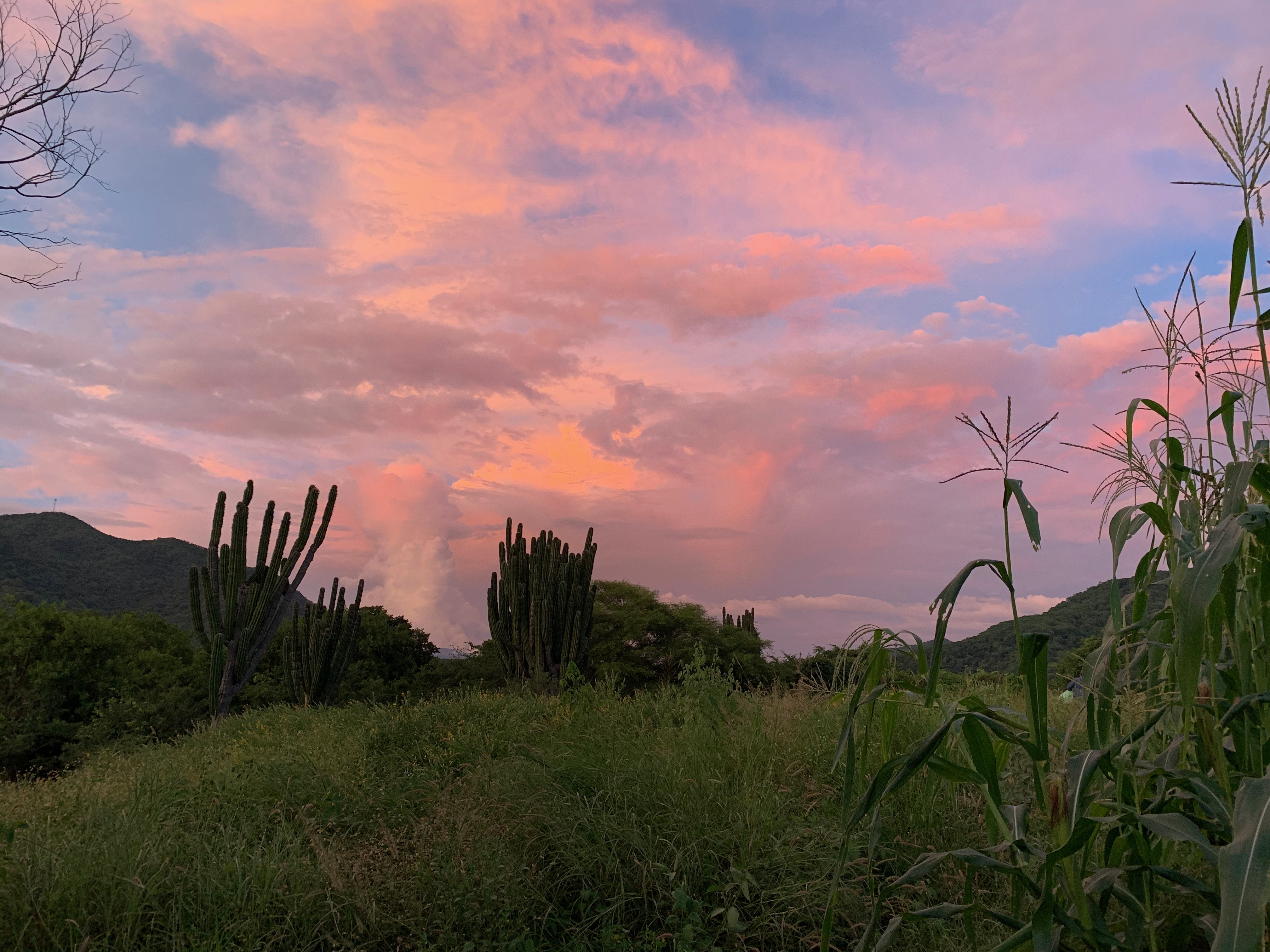
Pitayos y Maiz al atardecer en Tamazula durante verano

### Ecología

#### Flora
Cada región del Estado de Durango tiene un tipo de vegetación que lo caracteriza; en la sierra de este municipio abundan las maderas tintoreras industriales como el palo de Brasil y la mora; curtientes como el guamúchil y el mauto; los que se emplean en la ebanistería y la construcción como el ébano y amapa.
También son abundantes los árboles frutales que predominan en este clima como: zapote, guayabo, ciruelo, mango, arrayán, durazno y manzana, que se producen espontáneos por ser naturales.
En las laderas se desarrollan los pitayos y el xoconostle (de la familia de las cactáceas), la parte alta de la sierra está cubierta con bosques de coníferas continuas en sus diversas especies como decro, pino, encino, que constituyen una gran riqueza vegetal por las útiles maderas de construcción que proporcionan.

#### Fauna
Entre los animales que esporádicamente se crían en el municipio y de acuerdo con el clima se pueden mencionar los siguientes: jabalíes, tejones, armadillos, venados, entre otros.
Existen reptiles como: iguanas, viborón, coralillos y escorpiones; entre las aves se encuentran: la chachalaca, la urraca, el chanate, las chureas y los pericos.  Son notables por sus grandes dimensiones y por su abundancia los mosquitos y otros dípteros.
El lobo es un animal característico de la parte sierra del municipio, también existen diversas variedades de ardillas también llamadas tachalotes de la región.
Entre los arácnidos está el escorpión que ha hecho célebre a Durango por su mortífera ponzoña.
En cuanto a especies, cabe mencionar que abundan los anfibios como el sapo, de donde se origina el nombre de Tamazula o “ Lugar de Sapos”.

### Geología
Está constituido por la Sierra Madre y sus quebradas, que fueron producto de las erupciones del periodo terciario, siendo en la mayoría rhyoliticas. Las quebradas son enormes tajadas abiertas por la potencia de los torrentes cuaternarios, aprovechando los surcos ya iniciados desde la formación orogénica del macizo montañoso. Pasando de 2000 metros su profundidad en algunos lugares, ponen al descubierto elementos importantísimos para su historia geológica, mostrando las enormes capas que la forman, rhyolitas, andesitas, desitas, dioritas y pizarras arcillosas.

## Infraestructura y servicios

### Educación
Por lo que se refiere a la educación, están comprendidos los niveles de preescolar con 25 planteles; primaria con 232; secundaria con 12 y un Colegio de Bachilleres, dando un total de 270 planteles.

### Vivienda
Existen en el municipio 4,483 vivienda en su totalidad de uso particular con un índice de hacinamiento de 6.1.
De acuerdo a los resultados que presentó el II Conteo de Población y Vivienda en el 2005, en el municipio cuentan con un total de 4,856 viviendas de las cuales 4,794 son particulares.

### Servicios públicos
Dentro de los servicios públicos que el municipio ofrece a sus habitantes se encuentran: energía eléctrica, agua potable alcantarillado, panteón, seguridad pública, centros deportivos y dos parques recreativos.
En la cabecera municipal, la primera instalación que se hizo al noroeste del poblado, fue un sistema de agua potable de 50,000 litros de capacidad;  en 1976 se realizaron los trabajos con programas CVC para otro sistema. Este se hizo al margen del Río Tamazula en un pozo de galería filtrante, el cual se encuentra ubicado al Noreste de la cabecera municipal.
Existen en la actualidad tres tanques de almacenamiento de agua, con capacidad de 220,000, 115,000 y 108,000 litros; el segundo de ellos no se encuentra funcionando y se tiene como reserva para casos de emergencia. En la administración 92-95 bajo el Programa de Solidaridad, se introdujo el agua en todo el cuadro principal de la cabecera, y en los años de 1996-1997 se extendió en toda la cabecera municipal.
Además existen sistemas de agua potable en diferentes localidades como son: Jala, Amacuable, Agua Caliente, Chacala, El Aguaje, Durazno (parcial), Amaculi, Remedios (parcial), etc., unos por sistema de bombeo y otros por sistema de gravedad.
Se cuenta con las 24 horas de servicio de electricidad en Tamazula y en las siguientes localidades: La Cruz, Jala, Colomita, Coloma y Las Higueritas, como primera etapa. Se electrificó en la segunda etapa en las localidades de El Castillo, El Carrizal, Agua Caliente, Amacuable, El Aguaje y el Gachupín; y en la tercera etapa en el año de 1997, se inició la ampliación correspondiente a las localidades de Los Limones, Acatitán y Chapotán.
En la cuarta y última etapa de la administración 95-98, se iniciaron los trabajos correspondientes a ocho localidades las cuales son: El Guayabo, Rincón de Guayabo, Las Higueras, Palmillas, Sahuaténipa, La Mantecosa, El Rodeo y Palmillas del Rodeo, estas obras se encuentran actualmente en proceso.
En el renglón de limpieza, esta labor se desarrolla permanentemente en la cabecera municipal y esporádicamente en las cuatro juntas municipales. En esta cabecera se lleva a cabo la actividad por personal de la Dirección de Obras y Servicios Públicos, utilizando un camión recolector de basura que hacen sus servicios a diario por todas las calles de esta cabecera municipal.

### Vías de comunicación
El transporte terrestre puede efectuarse a través de carreteras rurales revestidas de las cuales se cuenta con 75,7 km, hay en el territorio municipal 57,1 km de brechas mejoradas.
El transporte aéreo se realiza por medio de aviones particulares, y en cuanto al transporte terrestre colectivo, sólo se hace una salida por la mañana a la vecina ciudad de Culiacán (80 km.).

## Economía

### Agricultura
La superficie que se cultiva en el municipio es de 9,961 hectáreas. En el municipio la mayor parte de la actividad agrícola es temporalera, aunque en la zona norte y sur existe la explotación de bosques. La mayoría de sus cosechas se utilizan para autoconsumo familiar y una mínima parte se vende dentro de las mismas localidades.
Los principales productos que se siembran es el maíz, cacahuate y frijol, en baja escala; plantaciones frutales como: aguacate, mango, durazno y manzana; todo esto es para autoconsumo y venta en las mismas comunidades.
La tecnología que se utiliza es el sistema de rosa, quema y los barbechos en temporal; y barbechos con mulas, bueyes, rosa, tumba, quema y tractor agrícola.

### Ganadería
Debido a la irregular topografía y vegetación del terreno, la ganadería ha tenido un mayor desarrollo que la agricultura, lo que ha permitido una alternativa de producción para las comunidades.
Las razas principales de ganado bovino que predominan en este municipio son: cebú, brahman, pardo suizo y criolla; de ellas se obtiene carne y leche para su venta. Algunas son utilizadas para engorda.
La mayoría de los ganaderos en este municipio producen en baja escala, estos utilizan para su ganado alimentación complementaria principalmente forrajes balanceados.
En el municipio se pretende implementar y desarrollar un programa de mejoramiento genético con base a ejemplares de raza Cebú, Pardo, Suizo, Brahman y Criolla.

### Pesca
Existen cinco ríos con cauces propicios para el desarrollo de la actividad pesquera de autoconsumo, donde las principales especies a explotar son: lobina, bagre, mojarra y robalo.
Esta actividad se ha desarrollado tradicionalmente, pero debido a circunstancias agrícolas donde utilizan insecticidas ha generado un desajuste y disminuido la propagación de dichas especies; por lo tanto se ha propuesto realizar programas para el cultivo y multiplicación de estos productos, estableciendo lagunas para la cría de especies para autoconsumo.

### Minería
Existen fundos mineros a pequeña escala, todo perteneciente a pequeños propietarios; aunque sus reservas mineras son abundantes.

## Cultura

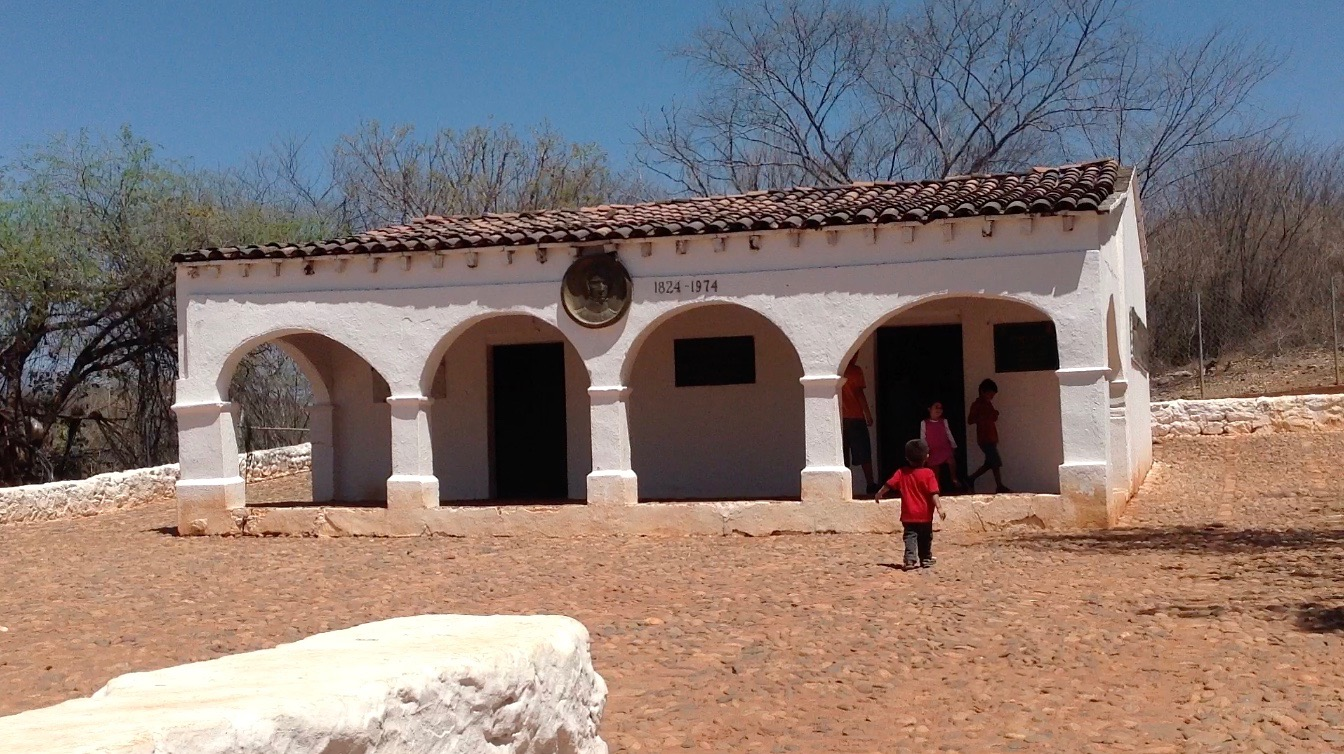
Casa de nacimiento de Guadalupe Victoria. Actual un museo

### Tradiciones y costumbres
- La toma de posesión del primer presidente de México Guadalupe Victoria, el 10 de octubre con sencillo homenaje.
- Eventos deportivos del 20 de noviembre, desfile con banda, eventos deportivos y baile.
- Semana Santa, eventos cívicos y baile en la plaza.
- Día de San Ignacio de Loyola, 31 de Julio.

### Artesanías
Vasijas de barro como ollas, vasos, apastes y floreros.

### Turismo
En la totalidad del municipio existen parajes naturales (en el Durazno), la pesca deportiva, los puentes colgantes de madera en los ríos Tamazula y los Remedios. 
Excursiones de Grupos de Todoterreno. 
El municipio cuenta con una historia predominante por el hecho de que aquí nació el primer presidente de México, don Guadalupe Victoria y se conserva el lugar y la casa donde nació.

### Personajes ilustres
- Francisco Victoria (1784-1830)

Revolucionario duranguense.
- Guadalupe Victoria (1786-1843)

Revolucionario duranguense. Primer Presidente de México.
- Conrado Antuna  (1880-1913)

Revolucionario duranguense que alcanzó el grado de Coronel durante el movimiento maderista iniciado el 20 de noviembre de 1910.  Fue originario del partido de Tamazula, Dgo., y aunque su cultura era escasa, ya que apenas sabía leer y escribir, era un ranchero liberal por instinto que repudiaba el régimen dictatorial de Porfirio Díaz y todo el sistema de cacicazgo derivado del mismo. Fue de los primeros duranguenses que se levantaron en armas en la Sierra de Durango, para apoyar la rebelión iniciada en el partido de Tamazula.
Al triunfo de la revolución al ser licenciadas las tropas maderistas, el coronel Conrado Antuna fue nombrado jefe de la Policía Montada de la ciudad de Durango y le tocó intervenir con mucha eficacia en la destrucción del pronunciamiento reyista a fines de 1912. Distanciado del gobierno volvió a la agreste Tamazula, donde se levantó en armas por el asesinato de Madero y murió en combate. También existe la versión de que fue hecho prisionero y fusilado por las fuerzas huertistas en 1913 en la ciudad de Durango.
- Carlos Real Félix (1888-1958)

Gobernador de Durango.

## Hermanamientos
La ciudad de Tamazula de Victoria está hermanada con las siguientes ciudades:
- Perote, México (20 de marzo de 2013).[8][9][10][11]